# Ползуновые
Ползуновые, или лабиринтовые, или анаба́совые (лат. Anabantidae) — семейство лучепёрых рыб подотряда лабиринтовых отряда ползунообразных. Как и все лабиринтовые рыбы имеют лабиринтовый орган — особый орган в голове рыбы, позволяющий дышать атмосферным кислородом. Получили распространение от Африки до Индии и Филиппин. Являются пресноводными икромечущими рыбами, для которых характерна забота об икре и потомстве. Анабасовые известны своей способностью выпрыгивать из воды и передвигаться на небольшие дистанции по суше.
В состав семейства включают 4 рода с 33 видами:
- Anabas — Анабасы, или рыбы-ползуны — 2 вида
- Ctenopoma — Ктенопомы[1] — 17 видов
  - Ctenopoma acutirostre — Ктенопома леопардовая
- Microctenopoma — 12 видов
- Sandelia — 2 вида